# Brittanee Laverdure
Brittanee Laverdure (Williams Lake, 1 de enero de 1982) es una deportista canadiense que compitió en lucha libre. Ganó una medalla de bronce en el Campeonato Mundial de Lucha de 2008 y tres medallas en el Campeonato Panamericano de Lucha entre los años 2007 y 2015. Consiguió una medalla de plata en los Juegos de la Mancomunidad de 2014.

## Palmarés internacional
| Campeonato Mundial        | Campeonato Mundial         | Campeonato Mundial | Campeonato Mundial |
| Año                       | Lugar                      | Medalla            | Categoría          |
| ------------------------- | -------------------------- | ------------------ | ------------------ |
| 2008                      | Tokio (Japón)              | Medalla de bronce  | 55 kg              |
| Campeonato Panamericano   |                            |                    |                    |
| Año                       | Lugar                      | Medalla            | Categoría          |
| 2007                      | San Salvador (El Salvador) | Medalla de bronce  | 55 kg              |
| 2014                      | Ciudad de México (México)  | Medalla de plata   | 55 kg              |
| 2015                      | Santiago (Chile)           | Medalla de bronce  | 55 kg              |
| Juegos de la Mancomunidad |                            |                    |                    |
| Año                       | Lugar                      | Medalla            | Categoría          |
| 2014                      | Glasgow ()                 | Medalla de plata   | 55 kg              |